# Helmut-Sontag-Preis
Der Helmut-Sontag-Preis, 2010 umbenannt in Publizistenpreis der deutschen Bibliotheken, wurde seit 1987 vom Deutschen Bibliotheksverband (dbv) gestiftet. Der Preis geht auf eine Initiative den damaligen Leiter der Universitätsbibliothek der Technischen Universität Berlin und ehemaligen Vorsitzenden des Deutschen Bibliotheksverbandes Helmut Sontag (1934–1988) zurück, der den Verband von 1983 bis 1986 führte. Zwischen 2010 und 2018 wurde der Preis gemeinsam mit der Wissenschaftlichen Buchgesellschaft (WBG) ausgeschrieben. Von 2019 bis 2023 wurde er gemeinsam mit dem Berufsverband Information Bibliothek e. V. (BIB) sowie dem Verein Deutscher Bibliothekarinnen und Bibliothekare e. V. (VDB) verliehen. 2024 ist der Preis eingestellt worden. Der Preis zeichnete Journalistinnen und Journalisten bzw. Redaktionsteams aller Medien aus, die die gesellschaftliche und kulturpolitische Bedeutung von Bibliotheken, ihre neuen Aufgaben und Rollen sowie ihre Vermittlung von Bildung, Kultur und Wissenschaft anschaulich, differenziert und gut recherchiert vermitteln. Er war mit 7.500 Euro dotiert.

## Preisträger
- 1987 Rolf Michaelis
- 1988 Volkhard App
- 1989 Irmela Brender
- 1990 Lokalredaktion der Frankfurter Rundschau
- 1991 Ludger Bült
- 1992 Anne Buhrfeind
- 1993 Wolf Rüskamp, Martin Ebel
- 1994 Anne Strodtmann von Dahlern
- 1995 Ilse Stein
- 1996 Matthias Gretzschel
- 1997 Dieter E. Zimmer
- 1998 Klaus G. Saur
- 1999 keine Preisvergabe
- 2000 Thomas Steinfeld, Heinrich Wefing
- 2001 Michael Brandt
- 2002 Richard Sietmann
- 2003 Klaus Kühlewind, Eva Wilke, Sabine Krischke sowie Ilona Surrey
- 2004 Mirko Smiljanic, Peter Welchering
- 2005 Hans Hoffmeister, Hendrik Werner
- 2006 Lutz Wendler
- 2007 Stefan Krempl
- 2008 Joachim Güntner
- 2009 keine Preisvergabe
- 2010 Johan Schloemann
- 2011 Silke Behl, Lore Kleinert
- 2012 Philipp Jarke
- 2013 Nikolaus Bernau
- 2014 Henning Bleyl
- 2015 Hilmar Schmundt
- 2016 Henning Bleyl
- 2017 Hatice Akyün
- 2018 Reto U. Schneider
- 2019 Susanne Brahms
- 2020 Johannes Nichelmann
- 2021 Alexander Maier
- 2022 Marius Elfering
- 2023 https://www.bibliotheksverband.de/publizistenpreis-der-deutschen-bibliotheken#Preistraeger-innen2023

(Quelle:)

## Nachweise
1. ↑  Publizistenpreis der deutschen Bibliotheken. In: bibliotheksverband.de. Abgerufen am 19. Juli 2022 (deutsch).